# Uaica juruena
Espèce
Uaica juruena est une espèce d'araignées aranéomorphes de la famille des Sparassidae.

## Distribution
Cette espèce est endémique du Mato Grosso au Brésil,. Elle se rencontre vers Cotriguaçu.

## Description
La femelle holotype mesure 8,5 mm.

## Systématique et taxinomie
Cette espèce a été décrite par Rheims en 2025.

## Étymologie
Son nom d'espèce lui a été donné en référence au lieu de sa découverte, le rio Juruena.

## Publication originale
- Rheims, 2025 : « Uaica gen. nov., a new genus of huntsman spiders from the Brazilian Amazonia (Araneae: Sparassidae). » European Journal of Taxonomy, vol. 989, p. 24-49 (texte intégral).